# Grå noddy
Grå noddy (Anous ceruleus) är en fågel i familjen måsfåglar inom ordningen vadarfåglar som förekommer i Stilla havet.

## Utseende
Grå noddy är en liten (29 cm), enhetligt ljusgrå tärna med tydligt mörkt öga. Den är mycket blek på huvud och undersida, med gråblå mantel och vingar. Den smala och rätt långa näbben är svart, liksom benen. I flykten syns mörkare handpennor och en kort kluven stjärt. Den skiljer sig från liknande blek noddy (A. albivitta) genom att huvud och undersida är mycket blekare än ovansidan samt att handpennor och armpennor är mörkare än vingtäckare, särskilt på undersidan av vingen.

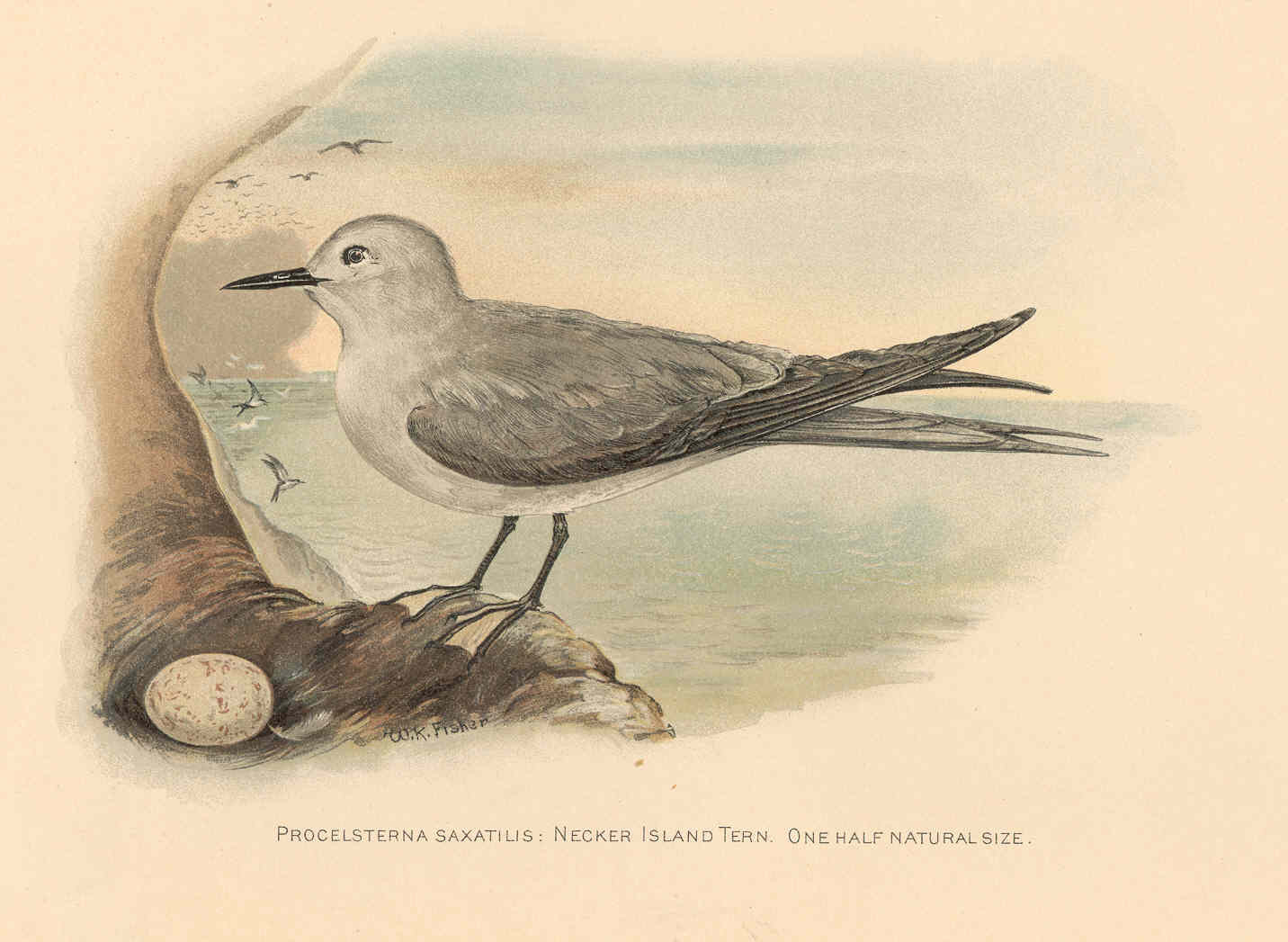
Illustration.

## Läten
Fågeln är relativt tystlåten, men kan avge ett mjukt spinnande ljud.

## Utbredning och systematik
Grå noddy förekommer i subtropiska och tropiska delar av Stilla havet. Den delas in i fem underarter med följande utbredning:
- Anous ceruleus saxatilis – från Minami-Torishima och norra Marshallöarna till nordvästra Hawaiiöarna
- Anous ceruleus nebouxi – från Tuvalu till Phoenixöarna, Fiji och Samoa
- Anous ceruleus ceruleus – Kiritimati (Line Islands) och Marquesasöarna
- Anous ceruleus teretirostris – Tuamotuöarna, Cooköarna, Australöarna och Sällskapsöarna
- Anous ceruleus murphyi – Gambieröarna

Arten har även påträffats i Japan.

### Släktestillhörighet
Tidigare placerades den i släktet Procelsterna och vissa gör det fortfarande. DNA-studier visar dock att släktet är inbäddat i Anous.

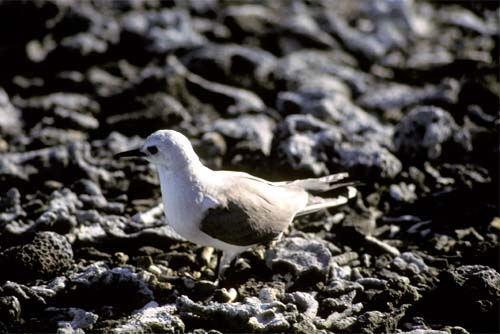
Juvenil grå noddy utanför Pitcairn.

## Levnadssätt
Grå noddy ses i kustnära vatten, vanligen mycket nära häckningskolonierna. lever av väldigt små fiskar (i snitt 1,7 cm), kräftdjur, bläckfisk och havslöpare som den plockar från vattenytan. Arten häckar i lösa kolonier på klippor, i vissa områden som Hawaiiöarna året runt.

## Status och hot
Arten har ett stort utbredningsområde och stabil populationsutveckling, dock okänd utveckling i vissa populationer. Utifrån dessa kriterier kategoriserar IUCN arten som livskraftig (LC). Den sammanlagda populationen av grå noddy och blek noddy (A. albivitta) består av 27.000-120.000 individer, men hur många av dessa utgörs av grå noddy är okänt.

## Namn
Fågeln har på svenska även kallats blå noddy och tärnnoddy. Notera att blek noddy kallas grey noddy på engelska.